# Tatung–Hszian nagysebességű vasútvonal
A Tatung–Hszian nagysebességű vasútvonal  (egyszerűsített kínai írással: 大同西安铁路客运专线; tradicionális kínai írással: 大同西安鐵路客運專線; pinjin: dàtóngxīān tiělù kèyùn zhuānxiàn) egy épülő, 859 km hosszú, dupla vágányú, 25 kV 50 Hz-cel villamosított nagysebességű vasútvonal Kínában Tatung és Hszian között. A megengedett maximális sebesség 250 km/h lesz. Ha elkészül, a két végállomás közötti jelenlegi 16,5 órás menetidő 3 órára csökken. Az építkezés 2009 december 3-án kezdődött meg, várható költsége 96,3 milliárd renminbi. A vonal tervezett befejezése 2013 vagy 2014. volt. ám a csúszások miatt ez 2020-ra módosult.